# カンダウレス王
『カンダウレス王』（独：Der König Kandaules）は、アレクサンダー・フォン・ツェムリンスキーの3幕のオペラ。フランスの文豪アンドレ・ジッドの戯曲『カンドール王』（Le Roi Candaules ）を翻案して作曲者自身が台本を執筆した。ツェムリンスキーは1933年には全曲のショートスコアを書いたうえで第1幕を完成、その後1936年に第2・3幕を完成させた。しかし、様式の不一致から第1幕を改定しようとした直後、ユダヤ系のためにナチスの迫害によって亡命を余儀なくされたため、1938年の渡米のどさくさの中でその後の作業は中断、完成したのは第2・3幕と、第1幕のショートスコア及び一部のフルスコアのみに終わった。
亡命後にツェムリンスキーは、かつての門弟で当時メトロポリタン歌劇場の首席指揮者であったアルトゥール・ボダンツキーから、第2幕のヌードシーンがメトロポリタン歌劇場ではご法度であると伝えられると、『カンダウレス王』の総譜化を放棄してしまい、別の新作オペラ「Circe」の構想に取り掛かったが未完に終わった。こうしてツェムリンスキーは、『カンダウレス王』の完成を見ることなく1942年に世を去ったのである。その後は楽譜の順番が混乱し、未亡人がフリードリヒ・チェルハらに補筆を依頼したが拒否された。
1992年から、イギリスの音楽学者で指揮者のアントニー・ボーモントが楽譜の順番を修正したうえで補筆に取り掛かり、第1幕のオーケストレーションを完成させた。ボーモント完成版の初演は、1996年10月6日にハンブルクで行われて以降、たびたび上演されており、『カンダウレス王』は、ツェムリンスキーの舞台作品の中では『フィレンツェの悲劇』や『こびと』に次ぐ人気を占めている。全3幕で、演奏時間は約130分。
『カンダウレス王』は、ツェムリンスキーの作品の中ではきわめて無調に近く、調性感の判然としない楽句が多用され、最も進歩的な作風を示すものとなっている。フラッターツンゲやスル・ポンティチェロなどの特殊奏法も草稿に指定されていた。それでいて緩急自在な劇的展開や美しい抒情性にも欠けておらず、ヨーロッパ時代のツェムリンスキーが辿り付いた自由闊達な境地と、老いてなお衰えるところを知らない創意を示す重要な作品として、積極的に評価されるに至っている。

## すじがき
舞台は古代ギリシャのリディア。自分の妻の美しさを他人に誇りたくてしょうがないカンダウレス王は、護衛の元漁師ギーゲスを妻の寝室にしのばせ、裸体を見るように強制する。それを知った妻はカンカンに怒って、ギーゲスと結託して王を殺害し、ギーゲスと妻は王に代わって国を支配する。